# Il ragazzo della Giudecca
Il ragazzo della Giudecca è un film drammatico-biografico del 2016 diretto da Alfonso Bergamo con protagonista Carmelo Zappulla.
Il film è tratto dal libro biografico Quel ragazzo della Giudecca. Un artista alla sbarra scritto dallo stesso Zappulla.

## Trama
Il noto cantante di origini siciliane, Carmelo Zappulla, viene accusato da un pentito di aver fatto uccidere l'amante di sua madre; il cantante si trova davanti a una pesante accusa di omicidio; dovrà fare di tutto per dimostrare la sua innocenza.

## Cast
Nei titoli di testa del film compaiono i cantanti Mario Trevi e Mario Merola.

## Distribuzione
Il trailer ufficiale della pellicola viene diffuso il 31 marzo 2016 dalla Windfall Cinema Production il suo canale YouTube ufficiale. Il film viene distribuito nelle sale italiane il 12 maggio 2016.